# Cadena de cares

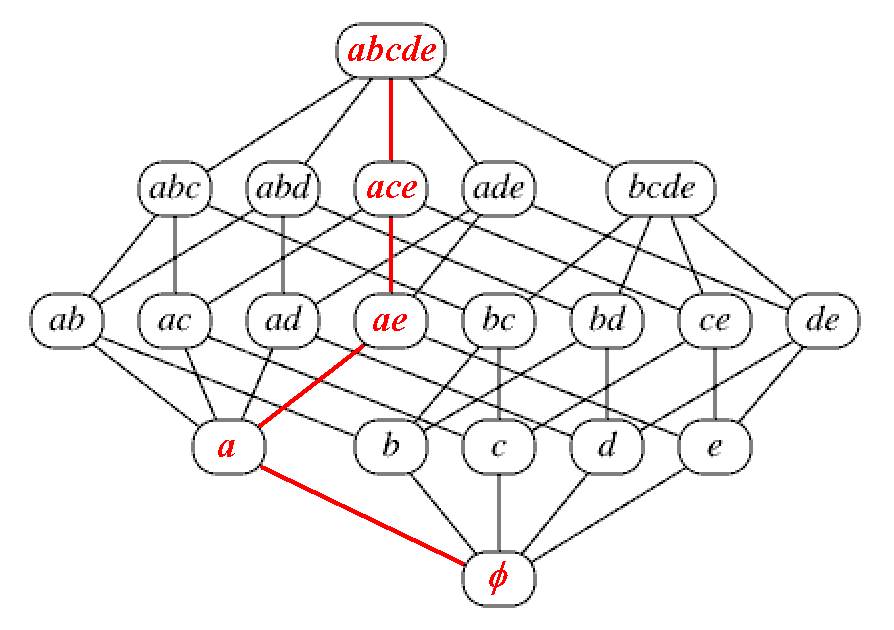
Diagrama de cares d'una piràmide quadrada mostrant una de les seves cadenes de cares

En geometria polièdrica, una cadena de cares és una seqüència de cares d'un polítop, cadascuna continguda en la següent, amb exactament una cara de cada dimensió.
Més formalment, una cadena de cares ψ d'un n-polítop és un conjunt {F−1, F0, ..., Fn} tal que Fi ≤ Fi+1 (−1 ≤ i ≤ n − 1) i hi ha exactament un Fi a ψ per cada i, (−1 ≤ i ≤ n). Tanmateix, ja que la cara mínima F−1 i la cara màxima Fn han d'estar en totes les cadenes de cares, normalment són omeses de la llista de cares i són anomenades impròpies.
Per exemple, una cadena de cares d'un políedre comprèn un vèrtex, una aresta incident en aquest vèrtex, i una cara poligonal incident als dos, a part de les dues cares impròpies.
Un polítop es pot considerar regular si, i només si, el seu grup de simetria és transitiu en les seves cadenes de cares. Aquesta definició exclou els polítops quirals.